# Sandhurst (Kent)
Sandhurst es una parroquia civil y un pueblo del distrito de Tunbridge Wells, en el condado de Kent (Inglaterra).

## Geografía
Según la Oficina Nacional de Estadística británica, Sandhurst tiene una superficie de 17,89 km².

## Demografía
Según el censo de 2001, Sandhurst tenía 1328 habitantes (48,49% varones, 51,51% mujeres) y una densidad de población de 74,23 hab/km². El 20,41% eran menores de 16 años, el 72,06% tenían entre 16 y 74 y el 7,53% eran mayores de 74. La media de edad era de 41,27 años. Del total de habitantes con 16 o más años, el 21,1% estaban solteros, el 64,05% casados y el 14,85% divorciados o viudos.
El 94,57% de los habitantes eran originarios del Reino Unido. El resto de países europeos englobaban al 1,81% de la población, mientras que el 3,62% había nacido en cualquier otro lugar. Según su grupo étnico, el 99,47% eran blancos, el 0,23% mestizos y el 0,3% de cualquier otro salvo asiáticos, negros y chinos. El cristianismo era profesado por el 78,3%, el judaísmo por el 0,23%, el islam por el 0,23% y cualquier otra religión, salvo el budismo, el hinduismo y el sijismo, por el 0,38%. El 12,81% no eran religiosos y el 8,06% no marcaron ninguna opción en el censo.
625 habitantes eran económicamente activos, 613 de ellos (98,08%) empleados y 12 (1,92%) desempleados. Había 530 hogares con residentes, 15 vacíos y 6 eran alojamientos vacacionales o segundas residencias.